# 射精鏡頭
射精鏡頭（英語：cum shot）或稱射精畫面、射精場景，是一個色情術語，指色情片及色情杂志男性色情演員射精的拍攝片段或畫面，一般來說是將精液射在他人的身上或其他物體上，通常也是色情影片的高潮片段。射精鏡頭幾乎在所有以男女性行為、男男性行為為主題的色情影片中都會出現，單純以女女性行為為主題的色情影片中則不會出現射精鏡頭（因為沒有男性的參與）。色情片中，特別是bukkake類型的影片，朝色情演員的面部射精是常見的射精鏡頭，是色情影片常見的結尾片段。射精鏡頭也可能發生在演員的其他部位，像是生殖器、臀部、胸部或舌上。
這個術語通常是電影攝影師在色情電影的敘事框架中使用，自1970年代以來，射精鏡頭已經成為色情片核心的主導動機。不過仍有例外，像是軟性的色情內容，只會用暗示、明示的方式，並不直接進行可見的性行為，也不會有射精鏡頭；另一個是「情侶色情」的內容，這類型的影片可能會有射精鏡頭，但通常以較為謹慎的方式拍攝，因為這類色情影片的主導動機是塑造浪漫氣氛而不是刺激視覺的圖像。這些不包含射精鏡頭的軟性色情內容通常是為了回應一些消費者對於隱晦色情的需求，以及為了遵守禁止描繪射精鏡頭的政府法規以及有線電視公司規則。

## 字義解釋
在英語中，射精鏡頭還可能稱為：cumshot、come shot、pop shot及money shot等。一開始，在一般的電影製作中，「金錢鏡頭（money shot）」一詞是指花費最多金錢來拍攝的場景；通常這類昂貴的鏡頭也都會是電影的賣點。例如在動作驚悚片中，一個像是水壩爆裂的昂貴特效鏡頭就可能被稱為其金錢鏡頭。由於拍攝射精場景可能由生產者向男性演員支付額外費用，因此會使用金錢鏡頭來表示色情電影中的射精場景。在電視談話節目中，也常借用這類色情術語表示一種高度情緒化的場面。「熱門鏡頭（pop shot）」的用法與金錢鏡頭類似。
單字「cum」是一個拉丁文字詞，原意與「性」沒有任何關係，是一個介詞，意思是「與...相關聯」或「一起」，可以說是一種古老形式的「com」，用來表示雙重性質或功能。在1920年代，cum開始作為一個描寫「精液或高潮的產物」的名詞。1973年，cum又成為了「come（來）」的一種變體，指「體驗性高潮」的動詞。「come」一詞在1884年被用於描寫性的角度，come的原意為來，其實可以相符於華語中一些對於性高潮的性用語，例如：「我來了」、「我們一起來」等。而「shot」則自1958年開始作為一種攝影用語，描寫相機拍攝的畫面。shot另有射擊或一杯酒的含意，但cum shot中的shot是一種攝影術語，雖然將cum shot翻譯為「精液射擊」在字義上是可行的，其畫面也符合多數射精鏡頭的描述，但並不是主要的含意。

## 起源與發展
雖然早期的色情電影偶爾會包含射精的鏡頭，但一直到1970年代的色情片，射精鏡頭才變成一種核心但刻板的色情片標準特徵，並且含有一種「顯示出強大能量射精」的目的。在一個相關領域相當具有影響力的著作《色情電影製作人指南（The Film Maker's Guide to Pornography）》中，作者史蒂文．西普羅（Steven Ziplow）指出：「有些人認為拍攝「金錢鏡頭」，是電影中最重要的元素，並且在必要時，應該犧牲其他的一切作為代價。當然，這取決於製作人的眼界，但有一點是肯定的：如果你沒有拍攝高潮鏡頭（come shot），你就沒有色情畫面。」
早期的射精鏡頭多以口內射精、顏面射精或是「珍珠項鍊」為主，而不是體內射精的鏡頭。俄亥俄大學教授約瑟夫．斯萊德（Joseph Slade）在《色情和性表現參考指南（Pornography and sexual representation: a reference guide）》中指出1960到70年代的色情女演員並不相信避孕方法，並且不止一位女演員告訴他：「在身體裡面射精，如果不是粗魯，就是不體貼」。以Creampie為主題的體內射精影片到2000年代後才比較常見。
射精鏡頭本身通常不作為行銷噱頭，因為大部分以男女性行為、男男性行為為主題的色情影片中都包含射精鏡頭，色情片中通常會直接說明射精鏡頭的部位，像是日系色情片中的：顏射（射精在臉上的射精鏡頭）、口爆（口內射精的射精鏡頭）、臀射（射精在臀部的射精鏡頭）、中出し（體內射精的射精鏡頭）；以及歐美的情色影片中的：Creampie（體內射精的射精鏡頭）、Facial（顏射的射精鏡頭）。不過在歐美的色情影片，cum shot通常是口內射精的代稱。在2000年代以後，色情影片分享網站興起，像是YouPorn這類的色情影片分享平台都設有cum shot的分類，以方便使用者迅速的找到這些著重在射精畫面的短片，但還是以口內射精為主。

## 特點
射精鏡頭的拍攝場景將鏡頭指向女演員的某個身體特定部位。 文化分析研究員Murat Aydemir認為射精鏡頭的三大典型特徵是：「可見的射精」、「射精鏡頭的時機」以及「作為核心的場景」。色情影片的製造上會使用不同的拍攝手法來強調射精鏡頭的前述特徵，以及「顯示出強大能量射精」，以至於很多的射精鏡頭使用誇大或現實性生活不會出現的方式來拍攝、增加對觀賞者的視覺刺激。並可能出現一些造假的行為。並使得有些射精鏡頭招致一些批評。

## 批評與支持

### 批評
對於射精鏡頭的批評有各式各樣不同的觀點。從顏射的射精鏡頭來說，這被認為是一種貶低和羞辱的行為，性行為應該建立在相互尊重和引發愉悅的基礎上。性治療師Ruth Westheimer認為顏射是一種羞辱而不是性感的行為。她建議一般人在口交的時候不要覺得顏射是一種必要的環節。性別專欄作家丹・薩維奇（Dan Savage）在回應讀者詢問時寫道：「顏射是一種貶低行為，這就是為什麼他如此熱門。」
女權主義對於男性在女性身上射精的射精鏡頭觀點至關重要，社會學家Gail Dines、Robert Jensen和Russo在《色情：生產和消費不平等》（Pornography: The Production and Consumption of Inequality）一書中指出：「在色情的角度中，射精到女人身上是一種主要的呈現方法，這樣的方法使女人變成了一個蕩婦或是某些存在目的是要與男性發生性行為的東西（物化）。」激進的女權主義者和著名的色情雜誌評論家安德烈・德沃金（Andrea Dworkin）說：「這是一場精液在女人身體上而不是在她身體中的色情大會，這並成為了男人擁有什麼，以及他是如何擁有它的標誌。對她的射精是一種通過她被污垢玷污的方式來展示，並表達：她很髒。」
Padraig McGrath發表了一篇對Laurence O'Toole之著作《色情學：色情、性、技術、慾望》（Pornocopia-Porn, Sex, Technology and Desire）一書的評論，評論中他反問：「女人是否喜歡讓男人在臉上射精？」他認為射精場景的作用是試圖表達：「女人喜歡什麼並不重要，她會喜歡男人想讓她喜歡的東西，因為她沒有自己的內心生活，反過來因為她不是一個真正的人。」McGrath認為，射精鏡頭描繪了一種「權力觀點」、「色情內容的中心主題是權力，並暗示暴力以及色情化的仇恨。」
Gail Dines在《色情大陸：色情如何劫持我們的性行為》（Pornland: How Porn Has Hijacked Our Sexuality）中指出，在金錢鏡頭中讓一個男人射精在女人的臉或身體上是「一個最具侮辱性的色情行為」。對Dines來說，在女性演員身體上射精是「將女性標記為用過的商品」，表達了一種身為主人的感覺。她引用了資深色情演員和製片人比爾・馬戈爾德（Bill Margold）的話來闡述這個概念，比爾・馬戈爾德說：「我想真實展示我所相信的東西，男人們希望看到的是對女性的暴力行為，我相信我們能通過演出達成這個目的。我們能拍到最為暴力的，就是在臉上的射精鏡頭。這是男人們無法達到的，因為他們甚至不能對他們的女伴這麼做」。Dines補充到：至少對於在成人論壇上討論此類場景的一些貼文來說，樂趣來自於觀看一個女人受苦。
一位由美國色情明星轉行的作家、導演暨製片人Candida Royalle也對異性戀色情內容中的射精鏡頭做了批評，Royalle指出典型的色情電影皆是以男性為中心、而總是將男演員射精作為結束場景。她製作了針對女性及其伴侶的色情電影，以避免「令人厭惡的可預測性」以及將性行為「盡可能怪誕和視覺化」。

### 支持
Daily Nexus的專欄作家Nina Love Anthony則一種非威脅性的方式觀察實際的顏射，他覺得顏射增添了性體驗的多樣性。她在專欄中寫道：「讓我們在信任缺乏的時候時給予信任：金錢鏡頭本身就出於很多好的原因，把它吹到某個人的臉上就好像是一首變奏曲，如果你已經失去熱情一段時間，也許你應該考慮用一顆曲線球來勾著他。」她繼續寫道：「而且，成為一個鏡頭（顏射）的接收者可以滿足每個人想成為秘密色情明星內興，克服對於初學者來說只是個小問題。」
Lisa Moore認為，德沃金的論點沒有考慮到女演員因為男性伴侶的享受而表現出來的喜悅，更準確地來說：男性希望他們的精液「被想要」。
女性運動家比阿特麗斯・福斯特（Beatrice Faust）認為「將精液射入一個空白空間並不是一件好事，對一個能享受並產生快樂反應的人進行射精可以保持輕鬆愉快的心情和一定程度的真實感。而這種同時發生在同性戀和異性戀色情內容中的射精情況不能單單被解釋為蔑視女性的表現。」她接著說：「從邏輯上來說，如果性是自然的、有益健康的，精液就跟汗水一樣健康，也沒有理由用一種敵對的姿態來看待射精。」
性學家彼得・桑多爾・加多斯（Peter Sándor Gardos）在性別科學研究學會1992的年會上發表的研究指出「那些觀看射精鏡頭射最多的人，正是那些對女性持正向態度的人。」之後，在1998年的世界色情研討會上，他發表了一個類似的報告：「沒有色情影像可以獨立在其歷史和社會背景之外解釋，造成危害或貶低的不是圖像本身。」
人類性行為學者辛蒂・巴頓（Cindy Patton）認為在西方文化中，男性的性滿足與性高潮是同義詞，男性高潮是性敘事的重要標的。沒有性高潮，就沒有性愉悅；沒有射精鏡頭，就沒有敘事封閉。換句話說，射精鏡頭是句子結尾處的句號。在她的文章《可視化安全性行為：當教育學和色情碰撞》（Visualizing Safe Sex: When Pedagogy and Pornography Collide）中，巴頓認為「評論者被侷限在一個狹小的空間裡，無法發現如射精鏡頭這樣的特定行為對觀眾的意義。」